# Larga Marcha

Mapa en que se detalla el desarrollo de la Larga Marcha. Las flechas indican la trayectoria seguida por el Primer Ejército Rojo, que incluía a los dirigentes del Partido Comunista que salieron de Jiangxi. Las partes sombreadas indican las zonas que estuvieron bajo control comunista, entre ellas, marcadas con un aspa, las que fueron conquistadas por el ejército de la República durante las cuatro primeras campañas de cerco y aniquilación dirigidas por Chiang Kai-shek. De esas zonas partieron los otros dos grupos principales: el Segundo Ejército Rojo, comandado por He Long, en el sur y, más al norte, el Cuarto Ejército Rojo, dirigido por Zhang Guotao, cuyas trayectorias se indican por las flechas punteadas. La Larga Marcha concluyó en el norte, en la zona dominada por Liu Zhidan, donde se unieron los tres ejércitos.

La Larga Marcha (en chino tradicional, 長征; en chino simplificado, 长征; pinyin, Cháng Zhēng), también llamada Gran Marcha, fue un episodio de la primera etapa de la guerra civil china que se produjo entre los años 1934 y 1935, que consistió en una retirada de 12 500 kilómetros, desde el sur al norte del país, del Ejército Rojo, las fuerzas armadas del Partido Comunista de China (PCCh), huyendo del Ejército nacionalista al mando de Chiang Kai-shek. 
Supuso el reconocimiento del liderazgo de Mao Zedong en el PCCh. Los comunistas habían logrado establecer una zona bajo su control en un área montañosa de la provincia de Jiangxi, en el sur del país, donde establecieron la República Soviética de China. Acosados por las fuerzas de la República, dirigidas por el generalísimo Chiang Kai-shek, el 16 de octubre de 1934 los dirigentes comunistas decidieron emprender la huida hacia el interior, que los llevaría un año después a la provincia norteña de Shaanxi, en una región aún más remota que se encontraba también bajo control comunista.
Durante la Larga Marcha, los comunistas, eventualmente liderados por Mao Zedong y Zhou Enlai, escaparon en círculos hacia el oeste y el norte, recorriendo alrededor de 12 500 kilómetros en 370 días. La dureza del viaje a través de la China interior, que solo completaría alrededor de una décima parte de las tropas que salieron de Jiangxi, haría de este uno de los episodios más significativos y determinantes en la historia del Partido Comunista de China, que sellaría el prestigio personal de los nuevos dirigentes del Partido, con Mao a la cabeza, en las décadas siguientes.

## Terminología
Aunque la traducción literal, y más habitual, del nombre chino Cháng Zhēng es "Larga Marcha", en las publicaciones en español de la República Popular China es frecuente la traducción "Gran Marcha", a menudo en la forma completa Gran Marcha del Ejército Rojo (en chino tradicional, 紅軍長征; en chino simplificado, 红军长征; pinyin, Hóng Jūn Cháng Zhēng).
En sentido estricto, la llamada "Larga Marcha" se refiere al traslado del grupo principal del Ejército Rojo, el llamado Primer Ejército Rojo, que incluía a los principales dirigentes del Partido Comunista, desde la localidad de Yudu, en la provincia de Jiangxi, hasta la localidad de Wuqi, en Shaanxi. En este sentido restringido, la Larga Marcha duró del 16 de octubre de 1934 al 19 de octubre de 1935. En un sentido más amplio, la Larga Marcha incluye también a los otros dos grupos principales que componían las fuerzas armadas del Partido Comunista: el Segundo Ejército Rojo y el Cuarto Ejército Rojo, que se vieron también obligados a huir desde el centro y el sur de China hasta el norte del país, donde acabarían agrupándose con el resto del Ejército Rojo. En este sentido menos restrictivo, el final de la Larga Marcha tuvo lugar el 22 de octubre de 1936, cuando se produjo la unión de los tres ejércitos al llegar a la zona comunista de Shaanxi el Segundo Ejército Rojo. 
La nomenclatura de las diferentes divisiones que conformaban el Ejército Rojo, actualmente llamado Ejército Popular de Liberación, es también muy compleja. En un principio, el Ejército Rojo estuvo dividido en cuerpos numerados según circunstancias históricas y organizativas, en ocasiones de manera no consecutiva. En el momento de la Larga Marcha, los numerosos cuerpos habían dado lugar a tres grupos unificados, conocidos como Primer Ejército Rojo (紅一方面軍 / 红一方面军 / Hóng Yī Fāngmiàn Jūn), Segundo Ejército Rojo (紅二方面軍 / 红二方面军 / Hóng Èr Fāngmiàn Jūn) y Cuarto Ejército Rojo (紅四方面軍 / 红四方面军 / Hóng Sì Fāngmiàn Jūn), nombres también a veces traducidos como "Ejército Rojo del Primer Frente", "Ejército Rojo del Segundo Frente" y "Ejército Rojo del Cuarto Frente" para distinguirlos de las divisiones más pequeñas según la numeración que se había utilizado con anterioridad. El Primer Ejército Rojo y el Cuarto Ejército Rojo surgieron en un primer momento como fusiones de varios de esos cuerpos más pequeños, cuando aún se estaba decidiendo la manera de reorganizar las fuerzas armadas del Partido Comunista y en medio de enormes dificultades de comunicación entre los diferentes grupos armados establecidos en distintas zonas de China. Sin embargo, tras la unificación de estos dos grupos principales con estos nombres, únicamente se llegaría a formar el Segundo Ejército Rojo, en el que se fusionaron los antiguos Sexto Cuerpo y Segundo Cuerpo. La falta de comunicación ente los distintos grupos y los cambios de planes son la razón por la que nunca existió un "Tercer Ejército Rojo", y los tres ejércitos mantendrían sus denominaciones históricas como Primero, Segundo y Cuarto Ejército Rojo.

## Orígenes
El Partido Comunista de China (PCCh), fundado en 1921 por Chen Duxiu con apoyo soviético, había colaborado en un principio con el Partido Nacionalista Chino o Kuomintang (KMT), fundado por el histórico revolucionario republicano Sun Yat-sen. Tras la inesperada muerte de este último en marzo de 1925, la lucha por el poder en el seno del KMT acabaría favoreciendo a Chiang Kai-shek, joven militar que consiguió conquistar gran parte del centro y el este de China, estableciendo un Gobierno unificado de la República de China, bajo la dirección del KMT, con capital en la ciudad de Nankín en abril de 1927.
A diferencia de otros dirigentes nacionalistas, como Wang Jingwei, que defendían la necesidad de mantener la colaboración con los comunistas, Chiang Kai-shek, convertido ya en el hombre fuerte del nuevo régimen nacionalista, rompió la cooperación con el Partido Comunista y lanzó campañas de persecución contra sus dirigentes y militantes. Ante la ruptura de la colaboración con el KMT, los comunistas, tras varios intentos fallidos de provocar insurrecciones urbanas (en Nanchang, Wuhan y Cantón), formarían sus propias fuerzas armadas, el Ejército Rojo (más adelante renombrado como Ejército Popular de Liberación), que se nutrieron en un principio de desertores del ejército de la República, leal al KMT de Chiang Kai-shek. En 1928, los antiguos comandantes del ejército nacionalista Zhu De y Peng Dehuai se unían ya, junto a algunos de sus hombres, al nuevo ejército. De esta manera, el enfrentamiento ideológico entre el Partido Comunista y el KMT se tornaba en un conflicto bélico. Entre 1930 y 1934, Chiang Kai-shek lanzó cuatro grandes campañas militares contra el PCCh, que pusieron al partido en una situación de gran debilidad, aunque sin llegar a derrotarlo. Los fracasos encadenados desde el comienzo de las campañas anticomunistas de Chiang Kai-shek habían llevado a los asesores soviéticos a criticar a los dirigentes chinos del partido, forzando la salida de una serie de líderes máximos, como Chen Duxiu, Qu Qiubai y Li Lisan. Mientras tanto, un joven miembro del partido, Mao Zedong, dirigió el movimiento rural que consiguió poner bajo la dirección del Partido Comunista toda una extensa zona montañosa en las provincias sureñas de Jiangxi y Fujian, en torno a la ciudad de Ruijin. Esta zona controlada por los comunistas de Mao fue conocida como el sóviet de Jiangxi, y su nombre oficial, como embrión de un nuevo Estado chino, fue República Soviética de China.

Bandera utilizada por la República Soviética de China. Los caracteres chinos de la parte inferior derecha son 中共, abreviatura del nombre completo del Estado y escritos, al modo tradicional, de derecha a izquierda.

A pesar de estos éxitos, la Unión Soviética y los dirigentes prosoviéticos del partido desconfiaban profundamente de las ideas de Mao, que juzgaban contrarias a la ortodoxia revolucionaria, e intentaron apartarlo de puestos de responsabilidad en repetidas ocasiones. En julio de 1934, los líderes del partido, los llamados veintiocho bolcheviques, jóvenes militantes formados en Moscú y encabezados por Wang Ming y Bo Gu, consiguieron apartar a Mao de la dirección del Partido Comunista en Ruijin y ponerlo bajo arresto domiciliario. En aquel momento, el sóviet de Jiangxi tenía los días contados. El Ejército de la República preparaba ya el ataque a la zona comunista, la quinta de las campañas de cerco y aniquilación dirigidas por Chiang Kai-shek, y la disparidad de fuerzas hacía imposible que el reducido ejército comunista pudiera resistir el ataque de las tropas nacionalistas. Ante la inminencia de la operación, los dirigentes comunistas decidieron que la única salida era huir de Jiangxi hacia el oeste, atravesando el territorio controlado por los nacionalistas, y buscando reunirse con otros grupos de guerrilleros comunistas en zonas interiores y aisladas del país. La decisión de abandonar Ruijin, tras siete años de gobierno comunista, fue tomada conjuntamente por Zhu De, Comandante en Jefe del Ejército Rojo, los dirigentes del Partido Bo Gu y Zhou Enlai, y el agente alemán de la Komintern Otto Braun.
Debido a la presencia de tropas nacionalistas en todas direcciones en torno a la zona comunista, el momento y la manera de la huida se mantuvieron en secreto hasta última hora. En ese momento los nacionalistas llegaban a un millón de soldados. Las tropas del Ejército Rojo se concentraron en la localidad de Yudu, junto al río homónimo, desde donde daría comienzo la Larga Marcha. Aunque a veces se considera Ruijin, la capital del sóviet, como punto de partida, pues de allí salieron los máximos dirigentes, el lugar de concentración y de salida para las tropas fue esa pequeña localidad de Jiangxi, desde donde el Ejército Rojo y los dirigentes de la República Soviética cruzarían el río Yudu para desplazarse hacia el suroeste, en dirección a la provincia de Guangdong.
Al grupo del Ejército Rojo que abandonó el sóviet de Jiangxi se le conoce como Primer Ejército Rojo. En el momento de la salida de Jiangxi, otros dos grupos importantes del Ejército Rojo, conocidos como Segundo y Cuarto Ejército Rojo, vagaban ya por el interior de China. El Cuarto Ejército Rojo estaba bajo el mando de uno de los líderes más influyentes del partido, Zhang Guotao, mientras que el Segundo Ejército Rojo estaba comandado por He Long, antiguo fugitivo convertido en guerrillero comunista, que había conseguido incorporar miles de jóvenes a su ejército, asentado en la provincia suroccidental de Guizhou. Las comunicaciones entre estos grupos divididos del Ejército Rojo eran inexistentes y, en el momento de salir de Jiangxi, el Primer Ejército Rojo buscaba unirse con estas otras unidades desperdigadas de las fuerzas armadas comunistas. En aquel momento, no existía aún una idea clara de cuál iba a ser el destino final del viaje.

## Inicio de la Larga Marcha
La salida de las tropas comunistas desde Yudu comenzó en la madrugada del 16 de octubre de 1934. En este momento inicial, la Larga Marcha estaba integrada por unos 86.000 hombres, entre los que se encontraban 15.000 miembros no militares del partido. En el grupo viajaban también 35 mujeres, esposas de altos mandos. Muchos soldados y miembros del partido, alrededor de 28 000, marginados por sus dirigentes o a quienes su salud no les permitía afrontar la dureza de la huida, permanecieron en Ruijin, entre ellos el antiguo líder comunista Qu Qiubai y el hermano menor de Mao Zedong Mao Zetan. Ambos serían ejecutados por el ejército nacionalista, después de que este, el 10 de noviembre de ese año, entrara en la ciudad, disolviendo definitivamente el sóviet de Jiangxi. El cadáver de Mao Zetan fue expuesto públicamente en las calles de Ruijin. Un hijo de Mao Zedong que había quedado bajo el cuidado de sus tíos fue entregado a una familia campesina por la viuda de Mao Zetan, y nunca se volvería a saber nada de él.
El grupo avanzaba dividido en varias unidades. Por delante, dos cuerpos de tropas armadas, comandados respectivamente por Lin Biao y Peng Dehuai, lo hacían abriéndose paso a través de las líneas defensivas del ejército de la República, mientras que por detrás de estas dos columnas armadas seguía, dividido en dos unidades, el grueso de la expedición, con los líderes del partido sobre el terreno: Zhou Enlai, Bo Gu y Otto Braun. En este grupo se desplazaba todo el personal administrativo de la desmantelada República Soviética, transportando diversos enseres, como un aparato de rayos X, así como las reservas de oro y plata y todos los libros de la biblioteca de Ruijin. La República Soviética de China se había convertido así en un Estado itinerante, en busca de territorio. Otros tres grupos más reducidos de tropas controlaban los flancos y la retaguardia de la expedición.

## Primeros combates y la batalla del río Xiang
Debido al bloqueo nacionalista sobre el sóviet de Jiangxi, el equipamiento y armamento de los soldados comunistas eran bastante escasos, a pesar de lo cual conseguirían atravesar las cuatro líneas de defensa que el ejército republicano había establecido para imponer el bloqueo económico sobre el sóviet de Jiangxi. Estas líneas defensivas habían sido formadas para mantener un bloqueo comercial y no para luchar contra la totalidad del Primer Ejército Rojo, por lo que los comunistas lograrían aprovechar su superioridad numérica para vencer en las primeras batallas con relativa facilidad. Tras superar la tercera línea de defensa en el río Xinfeng, el Ejército Rojo entró brevemente en la provincia de Guangdong para continuar hacia el oeste, pasando primero por el sur de Hunan y después por la provincia (actual región autónoma) de Guangxi. En esta última habrían de afrontar la que fue posiblemente la batalla más dura de toda la Larga Marcha, en torno al río Xiang. Allí se encontraba la cuarta de las líneas defensivas del ejército nacionalista, pero Chiang Kai-shek, conocedor ya de la salida de un ejército de 86.000 hombres del territorio del sóviet, había tenido tiempo de enviar refuerzos a la zona, de modo que el Ejército Rojo tuvo que enfrentarse a una batalla muchísimo más encarnizada que las anteriores. Los combates más intensos tuvieron lugar durante dos días, el 30 de noviembre y el 1 de diciembre de 1934. Las bajas y las deserciones redujeron la cifra de participantes en la marcha a unos 30 000 efectivos, que conseguirían superar finalmente la línea defensiva del ejército republicano y adentrarse en Guizhou.
Tras superar el río Xiang, los supervivientes de la Larga Marcha continuaron viaje por la provincia sureña de Guizhou, sobre la que el Gobierno central tenía un control más nominal que real. Allí, el Ejército Rojo ocupó varias localidades pequeñas, en las que pudieron abastecerse de víveres y municiones. Las numerosas pérdidas humanas y materiales tras la batalla del río Xiang habían afectado a la moral de los participantes en la expedición. El 12 de diciembre de 1934 se celebró una reunión de dirigentes en la localidad de Tongdao, en la que Mao participó ya como estratega militar. Su ascenso hacia el poder, en detrimento de los impopulares Bo Gu y Otto Braun, empezaba así a manifestarse en la reunión de Tongdao, y se confirmaría un mes después en la histórica reunión celebrada en Zunyi.

## He Long y el Segundo Ejército Rojo
La intención inicial de los dirigentes comunistas chinos al abandonar Jiangxi era lograr encontrarse con el Segundo Ejército Rojo, otra de las divisiones principales de las fuerzas armadas comunistas, dominada por la figura pintoresca de He Long. Este era un antiguo fugitivo que había sido colaborador del KMT antes de sumarse a la causa comunista. He Long había reclutado prácticamente un ejército personal con el que llegaría a establecer un sóviet en la provincia de Hunan. Este sóviet de Hunan se disolvería en 1932, ante la pérdida de apoyos locales. He Long se vería así forzado a abandonar Hunan y conseguiría hacerse fuerte en la provincia de Guizhou, donde lograría reclutar miles de jóvenes para su ejército. A pesar de la fama de brutalidad que rodeaba a la figura de He Long y a su ejército, acusados de participar en matanzas y saqueos, su reputación bélica llegó a oídos de los dirigentes del partido en Jiangxi, que vieron como única salida para el Ejército Rojo la unión del grupo principal de Jiangxi con el ejército de He Long.
Con el fin de localizar a He Long y sus hombres, una avanzadilla del Primer Ejército Rojo, el llamado Sexto Cuerpo, comandado por Xiao Ke, fue enviada hacia Guizhou en agosto de 1934, dos meses antes del comienzo de la Larga Marcha. Paradójicamente, el grupo de Xiao Ke lograría encontrar a He Long y su ejército pero perdería la comunicación con el Primer Ejército que venía por detrás. Así, el grupo principal de la Larga Marcha no sería ya capaz de establecer contacto con Xiao Ke y He Long hasta casi dos años después, en octubre de 1936, cuando estos últimos consiguieron llegar a la base comunista en el norte de China, que acabaría siendo el destino final de la marcha.

## La Reunión de Zunyi

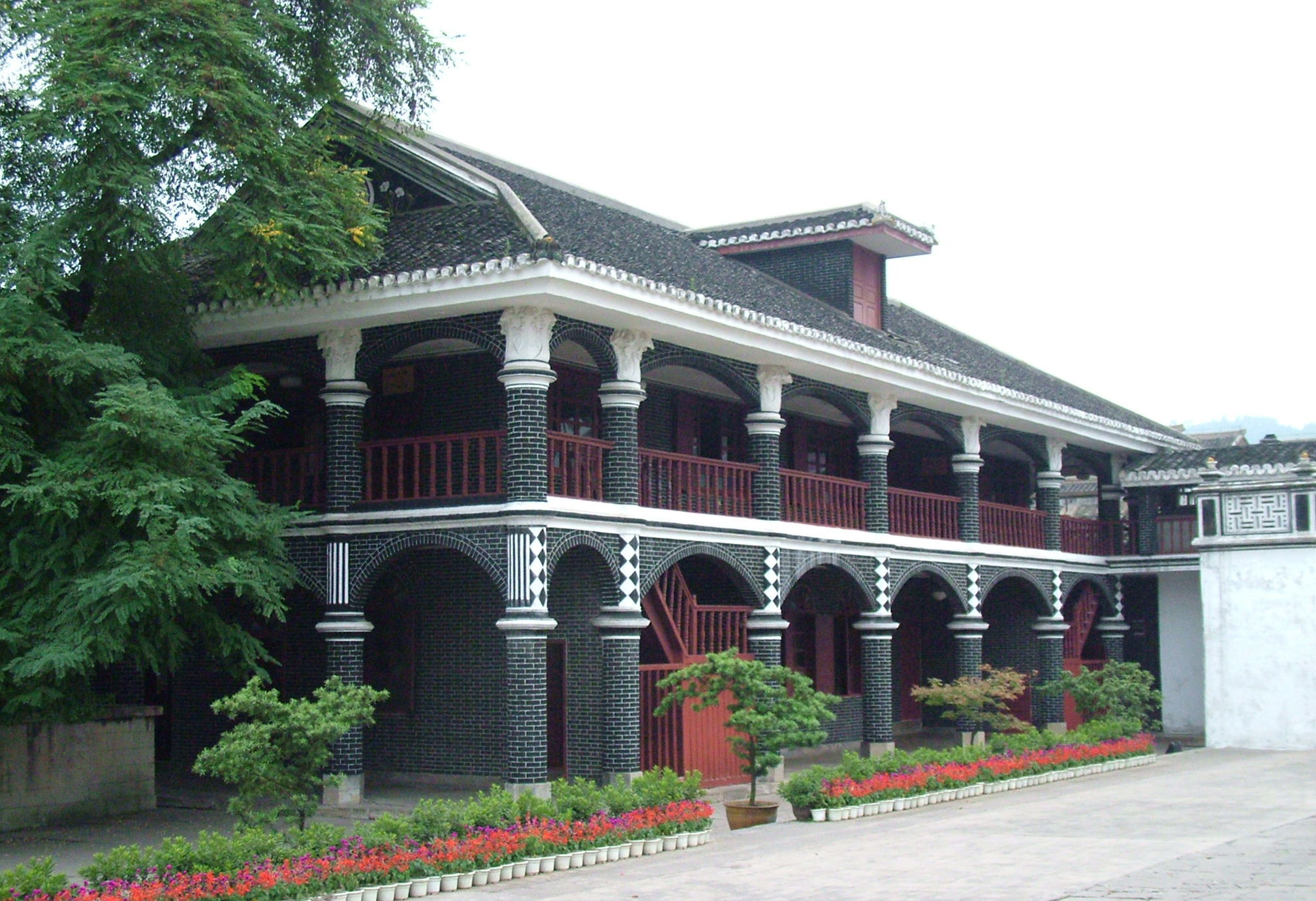
Casa en la que se celebró la Reunión de Zunyi. En la actualidad alberga un museo.

Incapaces de encontrar el rastro de He Long y sus hombres en un territorio que les resultaba desconocido, la expedición de la Larga Marcha continuaba su trayecto por la provincia de Guizhou. El 7 de enero de 1935, el Primer Ejército Rojo se hacía con el control de la ciudad de Zunyi, uno de los principales núcleos comerciales de la provincia, y la localidad más grande que los comunistas llegarían a controlar durante toda la Larga Marcha. En Zunyi, los expedicionarios pasaron varios días descansando y planificando el futuro de la operación. Allí se celebró la histórica reunión de dirigentes del partido que confirmaría el ascenso de Mao al poder, y que marcaría el futuro del Partido Comunista de China.
La Reunión de Zunyi tuvo lugar entre el 15 y el 17 de enero de 1935, en un momento de extrema debilidad del partido tras las numerosas bajas sufridas en el río Xiang. Los reveses militares hicieron crecer la desconfianza de las bases del partido hacia la capacidad de mando de sus dirigentes.  
La reunión comenzó con las exposiciones por parte de Bo Gu y de Zhou Enlai de la situación del partido y de las causas de los problemas. El tercero en tomar la palabra fue Zhang Wentian, que aunque formado en Moscú y miembro de los llamados veintiocho bolcheviques, se había acercado gradualmente a las tesis de Mao, convirtiéndose en uno de los grandes aliados de este junto a Wang Jiaxiang. Zhang (o el propio Mao, según algunas fuentes) lanzó un contundente ataque dialéctico contra Bo Gu y Otto Braun y la estrategia militar que habían marcado estos siguiendo las directrices de la Komintern. Tras la dura intervención de Zhang Wentian, otros miembros del partido, comenzando por Wang Jiaxiang tomaron la palabra y, uno tras otro, mostraron su apoyo a Mao. Solo un miembro del Buró Político (identificado como Gai Feng por algunas fuentes) intentó defender a Bo Gu y a Otto Braun, sin éxito. De esta manera se sellaba la suerte de los dirigentes prosoviéticos del partido, que veían cómo las bases les daban la espalda.
En la narración tradicional de estos acontecimientos en la República Popular China, la Reunión de Zunyi aparece así como un momento decisivo en el que cambió el rumbo del Partido Comunista y en el que Mao tomó las riendas del poder. Debe señalarse, no obstante, que esta visión ha sido tachada de simplista por algunos historiadores, en especial en los últimos años, debido a la escasez de fuentes y al hecho de que las primeras menciones a la resolución de Zunyi, que habría despojado a Bo Gu del cargo de secretario general en favor de Zhang Wentian, son todas posteriores a 1949. Durante la Larga Marcha, fueron numerosas las reuniones y discusiones y algunos críticos ven en la interpretación oficial un ejercicio de propaganda a posteriori, que permitiría culpar a Bo Gu y Otto Braun de los fracasos anteriores al paso por Zunyi, como la batalla del río Xiang, reservando a Mao el prestigio como artífice de los éxitos posteriores. En la propia República Popular se ha hecho muy poca investigación histórica sobre el paso de la Larga Marcha por Zunyi y el propio Mao nunca volvería a visitar la ciudad. Como en tantos otros episodios de la Larga Marcha, la Reunión de Zunyi muestra las dificultades para distinguir el mito de la realidad en una historia en que elementos fantásticos y de propaganda, tal como aparecen en las adaptaciones televisivas y cinematográficas, dificultan el análisis objetivo de la realidad histórica.

## Arrinconados en el suroeste
El 17 de enero de 1935, la noticia de que las tropas de Chiang Kai-shek se dirigían hacia Zunyi forzó a los comunistas a dar por concluida la serie de reuniones y, al día siguiente, abandonaron la ciudad. Desechada la idea de unirse a He Long, que se encontraba en la provincia de Hunan, con demasiados señores de la guerra y unidades militares nacionalistas entremedias, Mao propuso la idea de avanzar directamente hacia el norte. Zunyi se encontraba cerca de la provincia de Sichuan, en donde podrían cruzar el río Yangzi para unirse al Cuarto Ejército Rojo, la otra gran división de las fuerzas armadas comunistas que, según las noticias que habían llegado a Zunyi, se encontraba en el norte de Sichuan.
Sin embargo, la zona de Sichuan al sur del Yangzi estaba fuertemente vigilada por unidades del ejército de la República preparadas para la lucha contra el Ejército Rojo. Los comunistas intentarían avanzar hacia el norte, pero sufrirían una derrota militar en la batalla de Tucheng. Tras ese revés, en una nueva reunión en la localidad de Dahetan, el 7 de febrero, se decidió cancelar el plan de Mao de avanzar hacia el norte en línea recta. La imposibilidad de acometer el trayecto hacia el norte llevó a los integrantes de la Larga Marcha a moverse en círculos durante cuatro meses, llegando a cruzar el río Chishui ("aguas rojas") en cuatro ocasiones, en una serie de idas y venidas en busca de una zona segura, entre las provincias de Guizhou, Sichuan y un extremo de Yunnan. Durante estos meses se celebró un conjunto de reuniones a las que se ha conocido como "reuniones de Zhaxi", por el nombre de la zona de Yunnan, fronteriza con Sichuan, en que se celebraron. La reunión ya mencionada de Dahetan fue una de esas reuniones de Zhaxi, que continuaron afianzando la nueva autoridad de Zhang Wentian y de Mao, y en el transcurso de las cuales se tomó la decisión de intentar establecer una base permanente en el norte de Guizhou, en torno a Zunyi. Tras cruzar por segunda vez el río Chishui, el 27 de febrero, el Ejército Rojo volvía a ocupar Zunyi, prácticamente convertida en una ciudad fantasma debido al éxodo de la población. Los planes de establecer allí una base permanente se revelarían inviables después de una nueva derrota militar, en la localidad de Luban Chang, unos 80 km al oeste de Zunyi, el 15 de marzo. Ese fracaso en el intento de asegurarse un territorio seguro provocó un nuevo abandono de Zunyi hacia el norte en un movimiento que llevaría a las tropas comunistas a cruzar el cauce del Chishui por tercera vez. Tras una breve incursión en Sichuan, la expedición volvería a reorientar el rumbo hacia el sur, cruzando el Chishui por cuarta y última vez.
Fue durante este periodo cuando ocurrió otro hecho relevante en la biografía de Mao Zedong. Su esposa He Zizhen había comenzado la Larga Marcha embarazada de cinco meses y daría a luz a una niña en el mes de febrero de 1935, después de cruzar el río Chishui por primera vez. Ante la imposibilidad de cuidar a la niña en el seno de una expedición militar, esta fue entregada a una familia campesina. Como en el caso del hijo de Mao Zedong y He Zizhen que se había quedado atrás en Ruijin, nunca se volvería a saber nada de esta niña.
Una de las grandes dificultades a las que se enfrentaban los integrantes de la Larga Marcha día tras día era el abastecimiento de víveres, así como la búsqueda de rutas para proseguir el viaje hacia zonas seguras. En este empeño, las dificultades de comunicación con la población local eran muy grandes ya que la mayoría de los integrantes de la expedición no hablaban los dialectos locales. En estas zonas entre Guizhou, Sichuan y Yunnan, estas dificultades eran aún mayores ya que el Ejército Rojo se encontraba en zonas pobladas por minorías étnicas como los miao y yi, que hablaban lenguas totalmente diferentes del chino, y que además veían con hostilidad a un ejército foráneo cuya lucha ideológica no comprendían.

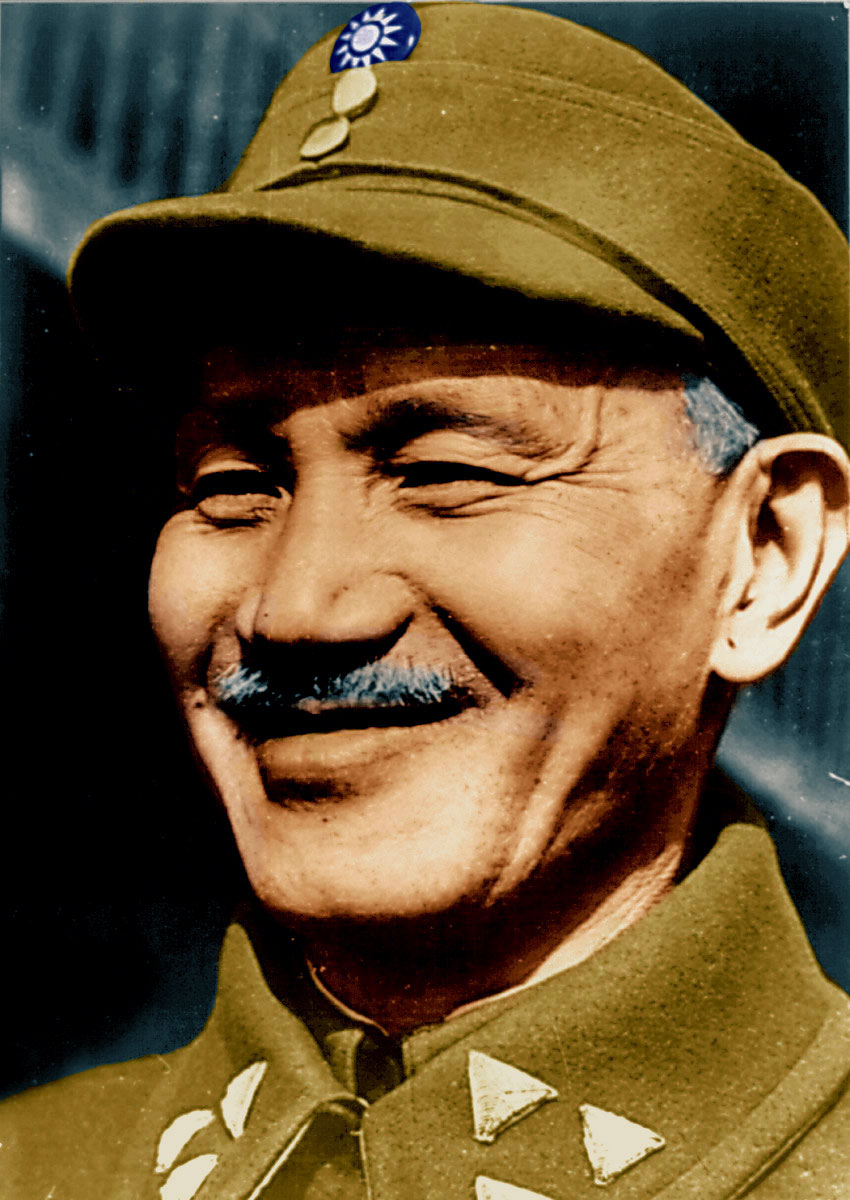
El generalísimo Chiang Kai-shek, máximo dirigente del KMT y hombre fuerte del régimen nacionalista de la República de China, se desplazó al suroeste chino para dirigir en persona las operaciones militares contra el Ejército Rojo.

Con todo, la decisión de avanzar hacia el oeste por estas zonas inhóspitas y pobladas por etnias minoritarias sería en última instancia la salvación del Ejército Rojo y el gran éxito estratégico de Mao. El propio Chiang Kai-shek se había desplazado a Guiyang, la capital provincial de Guizhou, para dirigir las operaciones militares contra los comunistas. Tropas nacionalistas venidas desde otras partes de China, unidas a ejércitos provinciales controlados por dirigentes locales estaban preparados para enfrentarse a los comunistas en el caso de que estos avanzaran hacia el norte, como se esperaba. Una de las decisiones tácticas de más éxito del Ejército Rojo fue su avance hacia Guiyang. Aunque los comunistas no pretendían atacar la ciudad, el movimiento de tropas hacia el sur despertó la alarma en Chiang Kai-shek, quien, ante ese desplazamiento inesperado del Ejército Rojo, ordenó el envío de tropas para defender la capital provincial. El avance hacia Guiyang resultó ser un puro movimiento táctico del Ejército Rojo, que provocó la concentración de las tropas nacionalistas en torno a esa ciudad, dejando expedito el camino hacia el oeste.
Adentrándose en la provincia suroccidental de Yunnan, de nuevo el Ejército Rojo se vio forzado a avanzar más y más hacia el oeste, ante la imposibilidad de dirigirse al norte por las rutas más directas hacia la enorme provincia central china de Sichuan. Uno de los golpes de efecto del Ejército Rojo en esta fase de la marcha fue el avance hacia la capital provincial, Kunming, en una repetición de la operación similar que habían realizado en torno a Guiyang. Las tropas nacionalistas, empeñadas en impedir el paso de los comunistas al norte se habían establecido en la zona fronteriza entre Yunnan y Sichuan, dejando desprotegida Kunming, la gran metrópoli del suroeste chino. El avance comunista hacia Kunming provocó un éxodo de la población y obligó a una movilización de las tropas nacionalistas para intentar defender la ciudad. Aunque una avanzadilla bajo el mando de Lin Biao llegaría a atisbar Kunming el 29 de abril de 1935, los comunistas no tenían intención de tomar la ciudad y el movimiento de las tropas nacionalistas, bajo el mando del señor de la guerra local Long Yun, abriría de nuevo una ruta hacia el oeste, por la que la expedición de la Larga Marcha se adentraría aún más en territorio inhóspito. Este avance hacia el oeste permitió finalmente al Ejército Rojo cruzar el río Jinsha ("arenas de oro"), nombre que recibe el Yangzi en su parte inicial, y entrar en Sichuan. El paso del Jinsha en siete barcas haciendo viajes continuos entre las dos orillas llevó siete días y siete noches. Finalmente, el 9 de mayo, los alrededor de 30 000 integrantes de la Larga Marcha completaban la travesía del río, y proseguían su avance hacia el norte, en busca de la unión con el Cuarto Ejército Rojo de Zhang Guotao.
Este rodeo que supuso evitar el trayecto directo hacia el norte dificultó las condiciones de la marcha, por zonas inhóspitas y pobladas por minorías étnicas no chinas con las que los integrantes de la Larga Marcha apenas podían comunicarse, pero, en última instancia, fue la clave del éxito final de la marcha al evitar el enfrentamiento con las tropas nacionalistas.

## Rumbo al norte
El viaje hacia el oeste había llevado a los integrantes de la Larga Marcha hasta zonas escasamente pobladas y muy alejadas de los grandes centros urbanos controlados por el Gobierno central. Tras haber cruzado el río Jinsha, el Primer Ejército Rojo acariciaba ya la posibilidad de unirse al Cuarto Ejército Rojo, el grupo mucho más numeroso de Zhang Guotao, que se encontraba en el norte de Sichuan. Para lograr la unión de los dos ejércitos, Mao Zedong y sus hombres debían proseguir el viaje hacia el norte recorriendo la franja más occidental de Sichuan, atravesando de nuevo zonas pobladas por minorías étnicas con las que la comunicación era difícil. El paso por territorio yi planteaba muchas dudas a los dirigentes dada la fama brutal de este pueblo de tradición guerrera, que nunca había sido subyugado por los chinos han. Sin embargo, aprovechándose de rivalidades internas entre los yi, el general Liu Bocheng logró establecer una alianza con el caudillo yi Xiao Yedan. La "alianza de Yihai", como se la conoció por la localidad en la que se alcanzó el acuerdo, permitió al Ejército Rojo alcanzar el río Dadu, más al norte, a cambio de ayudar al clan yi de los kuchi en su guerra local contra el clan de los lohung.
El plan de Mao consistía en atravesar el río Dadu en la localidad de Anshunchang. Sin embargo, en esta localidad había únicamente dos barcas con las que cruzar el río, empresa que habría llevado varias semanas. Además, Anshunchang estaba bastante cerca de la capital provincial Chengdu, desde donde Chiang Kai-shek podía enviar sus tropas con rapidez. Dado el peligro de intentar atravesar el Dadu en Anshunchang, una avanzadilla del Ejército Rojo fue enviada al norte, siguiendo el cauce del río, con el fin de encontrar un camino hacia el puente de Luding, parte de la ruta comercial entre Chengdu y el Tíbet, que ofrecía la única posibilidad de cruzar el río con rapidez. Una vez encontrado el camino, el Ejército Rojo se desplazó hasta el puente, donde se libraría una de las batallas más conocidas, y acaso mitificadas, de la Larga Marcha.

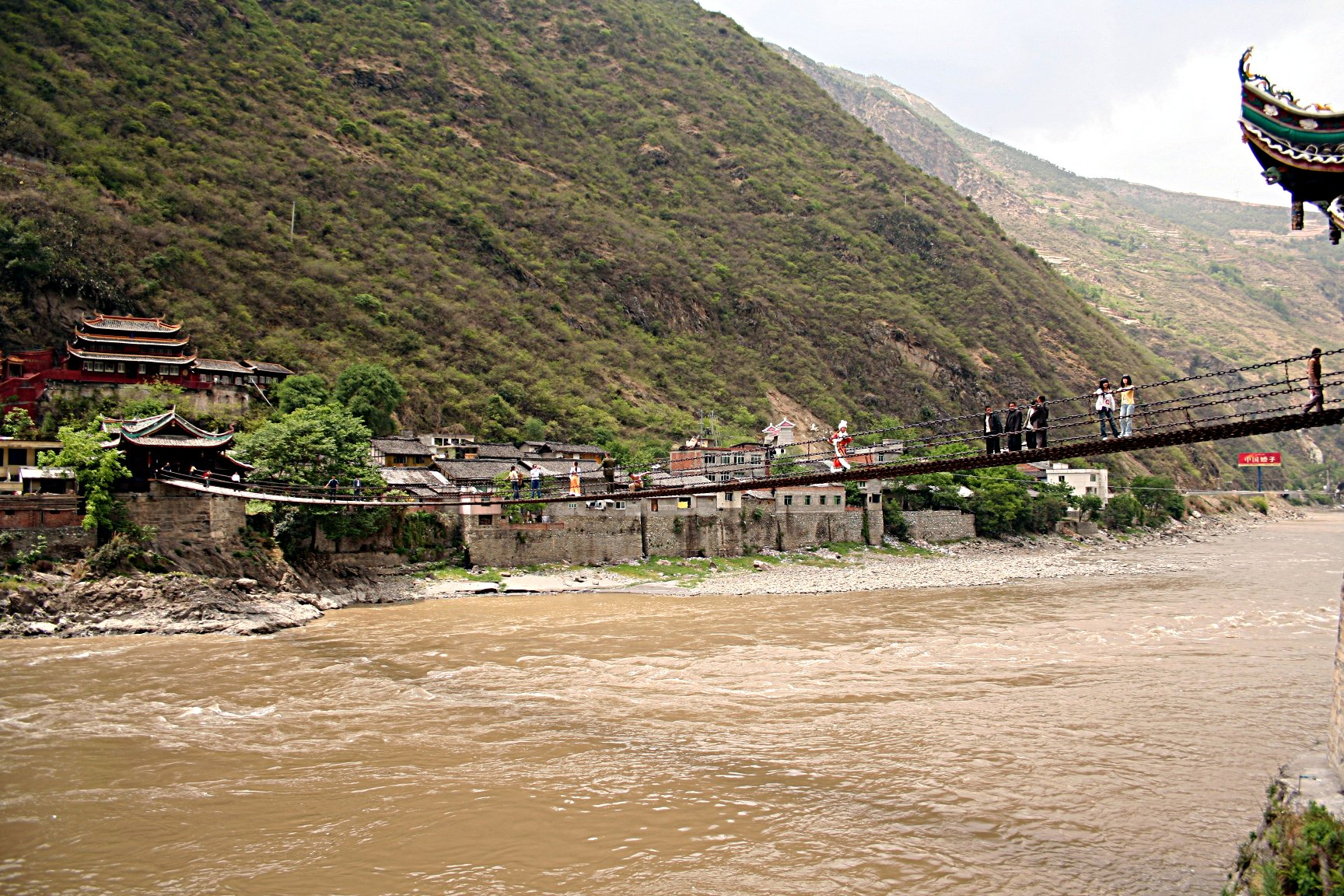
Puente de Luding, sobre el río Dadu, en la provincia de Sichuan, escenario de uno de los episodios más celebrados de la Larga Marcha.

La escasez de testimonios directos sobre esta fase de la Larga Marcha ha llevado a algunos historiadores a cuestionar la veracidad de algunos hechos, entre los cuales está precisamente la batalla del puente Luding, uno de los episodios más heroicos del periplo. El puente habría estado protegido por tropas nacionalistas fuertemente armadas y la expedición del Partido Comunista habría logrado atravesar el río gracias a la heroicidad de un grupo reducido de soldados que cruzaron el puente armados con granadas en medio del fuego enemigo. Estos soldados conseguirían alcanzar la orilla norte del río y despejar el camino para que sus compañeros pudieran pasar por el puente. El episodio ha sido presentado como un momento clave en el transcurso de la Larga Marcha y como un acto heroico en el que el Ejército Rojo habría vencido a tropas mucho más preparadas y mejor equipadas en el bando nacionalista. El hecho de que este episodio sea solo conocido por los testimonios muy posteriores de líderes del Partido Comunista que participaron en la Larga Marcha plantea, sin embargo, muchos interrogantes sobre las circunstancias reales en que ocurrieron los hechos. Recientemente, algunos libros han cuestionado la veracidad del relato tradicional. La autora china Sun Shuyun, en su libro sobre la Larga Marcha, recoge testimonios de lugareños no envueltos en el conflicto político, según los cuales la presencia de soldados nacionalistas defendiendo el puente habría sido mínima. Otro libro reciente, el de Jung Chang y Jon Halliday va incluso más lejos, al negar incluso que hubiera tenido lugar ningún tipo de enfrentamiento armado en torno al río.
De una manera u otra, lo cierto es que el ejército comunista consiguió cruzar el río Dadu, prosiguiendo su viaje hacia el norte a través de la provincia de Sichuan, avanzando por la parte occidental de la provincia, de población tibetana. Tras un duro avance por zonas montañosas muy abruptas en las que Mao enfermó de malaria, las tropas llegaron al distrito de Mougong, actualmente Xiaojin, el 12 de junio de 1935. En este lugar se produjo el encuentro entre los dos grupos principales del Ejército Rojo. Tras un momento de duda en que los soldados de cada grupo creyeron estar frente a tropas nacionalistas, el despliegue de banderas rojas con hoces y martillos desató el júbilo en ambas partes. Los dos grupos del Ejército Rojo se encontraban frente a frente. La ansiada reunión del Primer Ejército Rojo con el Cuarto Ejército Rojo, comandado por Zhang Guotao, se había logrado.

## Zhang Guotao y el Cuarto Ejército Rojo
La satisfacción debida a la unión de los dos ejércitos se vio, sin embargo, empañada por la rivalidad personal entre Mao Zedong y Zhang Guotao. Ambos habían coincidido ya en la Universidad de Pekín y, a diferencia de otros militantes y dirigentes más jóvenes, habían participado en la reunión fundacional del Partido Comunista de China en Shanghái en 1921. Tras el encuentro de ambos ejércitos, los dos líderes se reunieron en la localidad de Lianghekou el 26 de junio, viéndose cara a cara por vez primera desde 1923. Si bien Mao se había convertido en el hombre fuerte del partido, Zhang tenía de su lado la superioridad militar. Este había conseguido mantener un ejército fuerte y bien equipado con más de 100.000 hombres, mientras que el Primer Ejército Rojo se había visto diezmado por la dureza de la Larga Marcha. Así, en el momento del encuentro de los dos ejércitos, Zhang Guotao aparecía como el salvador del Primer Ejército y de los líderes del partido. Zhang era además miembro del Buró Político del partido, y tenía sus propias ambiciones de poder, que chocarían con las del propio Mao.
La reunión de Lianghekou no dio ningún resultado positivo. Provisionalmente, ambos acordaron desplazar la totalidad de los dos ejércitos hasta el distrito de Mao'ergai más al norte, aún en la zona tibetana de Sichuan, donde se tomaría una decisión sobre el avance de la marcha. A lo largo de junio y julio, se sucedieron las reuniones en las que se discutió la situación política y militar. Aunque para contentar a Zhang Guotao se le concedió el cargo de comisario político del Ejército Rojo que hasta entonces había ocupado Zhou Enlai, y se aceptó el ingreso en el Buró Político de dos de los hombres de confianza de Zhang, el deseo de este de reemplazar a Zhang Wentian como secretario general del partido se vio frustrado ante la negativa de Mao, consciente del riesgo para su propia posición en el caso de que Zhang accediera a un alto cargo político y no puramente militar. Junto a esta rivalidad entre los dos líderes por sus ambiciones de poder, las diferencias estratégicas acentuarían la división entre ambos. Mientras que Mao deseaba proseguir el viaje hacia el nordeste para establecer una base al este del Río Amarillo, Zhang prefería el avance hacia el oeste para alejarse más de las tropas nacionalistas y acercarse a la Unión Soviética.
Tras superar una serie de montañas en el norte de Sichuan, el grupo unificado de los dos ejércitos comunistas llegó a Mao'ergai. Allí se acordó el avance hacia el norte, pero en dos columnas divididas. Por un lado se encontraba la mayor parte del Primer Ejército Rojo, con Mao y los dirigentes procedentes de Jiangxi, pero bajo el mando de Xu Xiangqian, hombre de confianza de Zhang Guotao. De esta manera, el mando militar estaba claramente en manos de Zhang Guotao, que a su vez dirigía la segunda columna con la casi totalidad del Cuarto Ejército más el añadido de dos cuerpos del Primer Ejército. Mientras el grupo de Zhang Guotao avanzaba por una ruta hacia el noroeste, el de Mao, unas diez veces más reducido, avanzaba por una ruta más al este. La división estaba más motivada por el rechazo de ambos líderes a viajar juntos que por necesidades tácticas.
Las dos columnas mantenían contacto por telégrafo, y las discrepancias llevaron rápidamente a nuevos desencuentros que resultarían en la práctica división del Partido Comunista. Mientras que Zhang Guotao consideraba que el mando de la operación militar le correspondía, Mao utilizaba su poder en el aparato político para no acatar las órdenes de Zhang. El 9 de septiembre de 1935 se produjo la ruptura. Antes del amanecer, el grupo de Mao, en el que aún estaban los principales dirigentes del partido, abandonó a Xu Xiangqian y a sus hombres. Haciendo caso omiso a las órdenes de este y de Zhang Guotao, el grupo de Mao proseguía el viaje hacia el norte en solitario, rompiendo la cooperación con el Cuarto Ejército.
Este sería uno de los momentos de mayor crisis durante la expedición, que estuvo a punto de provocar un enfrentamiento armado entre las dos facciones del partido. Zhang Guotao se sintió traicionado, mientras que Mao, en el recuento posterior de los hechos, acusaría por su parte a Zhang de conspirar para hacerse con el poder en el partido. La división convertía a los hombres de Mao, apenas 8.000, en una especie de grupo fugitivo frente al grupo mayoritario de Zhang Guotao.
En este momento, Zhang Guotao parecía tener todas las opciones para liderar el Partido Comunista de China, mientras que Mao llevaba a sus hombres hacia un destino incierto, cruzando la zona más despoblada de toda la Larga Marcha. Esta parte del norte de Sichuan y el sur de Gansu, de ciénagas y tierra estéril, sería una de las más difíciles de la marcha.
Sin embargo, el grupo de Zhang Guotao salió peor parado debido a los enfrentamientos armados con  el ejército de Ma Bufang y Ma Buqing, los señores de la guerra musulmanes que controlaban Qinghai y partes de Gansu y Ningxia como un feudo familiar. Aliados con el Gobierno central para defender sus intereses comunes, los Ma lanzaron un feroz ataque contra la Legión Occidental, un grupo de más de 20.000 hombres que se había separado del Cuarto Ejército de Zhang Guotao para llevar a cabo la misión de avanzar hacia la frontera con la Unión Soviética en busca de la ayuda material del Gobierno de Stalin. La misión fue sin embargo un fracaso, y el enfrentamiento armado entre la debilitada y famélica Legión Occidental y el ejército local de los Ma se saldó con la muerte o captura de la casi totalidad de los 20.000 hombres de la Legión, en uno de los episodios menos conocidos de la Larga Marcha, y cuyas causas son aún hoy motivo de controversia.
Estas derrotas tan severas sufridas por los hombres de Zhang Guotao fragmentaron y redujeron al Cuarto Ejército, cuyos supervivientes, aún bajo el mando del propio Zhang, acabarían siguiendo el camino de Mao hacia el norte, en busca del único lugar seguro que podían encontrar: el sóviet de Shaanxi, la zona comunista establecida por Liu Zhidan en el norte de China.

## La llegada a Shaanxi
Tras alcanzar la remota provincia norteña de Gansu, el grupo de Mao Zedong acabaría fijando su destino definitivo en el llamado sóviet de Shaanxi, la zona comunista que había surgido en el norte bajo el mando de Liu Zhidan.
Liu se había formado como militar con el ejército del KMT en la Academia Militar de Whampoa junto a Chiang Kai-shek, pero pronto se había adherido a la causa comunista, trasladándose a su provincia natal de Shaanxi, donde formó un grupo armado que robaba a los poderosos para repartir el botín entre los más desfavorecidos. Convertido así en un héroe popular en el área rural del norte de Shaanxi, Liu Zhidan conseguiría, con la estrecha colaboración de Gao Gang y otros miembros del Partido Comunista, asegurarse el control sobre una zona en el norte de la provincia. Aunque la región controlada por Liu era mucho más reducida que el antiguo sóviet de Jiangxi o que los otros sóviets que habían existido en Sichuan y Hunan, esta acabaría siendo el lugar de encuentro y de refugio de todas las fuerzas comunistas. 
En la versión más habitual de los hechos, las circunstancias que llevaron al grupo de Mao hasta el sóviet de Liu Zhidan habrían sido casuales, ya que la lectura accidental de un periódico en la ciudad de Hadapu en Gansu habría dado a conocer a los hombres de Mao la noticia de la actividad comunista en Shaanxi, hasta entonces desconocida para ellos. Otras versiones de los hechos apuntan a la presencia entre los integrantes del Primer Ejército de al menos un soldado natural de Shaanxi que conocía la base de Liu Zhidan y que habría convencido a Mao de que ese sería un destino seguro para la expedición.
De una manera u otra, los supervivientes del Primer Ejército se dirigieron finalmente a la zona controlada por Liu Zhidan. Así, en el verano de 1935, el grupo de tropas comandado por Mao continuó su trayecto hacia el norte, atravesando el sur de las provincias de Gansu y Ningxia. La dureza del terreno y los enfrentamientos esporádicos con fuerzas nacionalistas continuarían causando bajas en las filas comunistas. Finalmente, el 20 de octubre de 1935, el grupo de Mao llegaba a la localidad de Wuqi, en el distrito de Bao'an, actualmente llamado Yan'an, donde se reunieron con sus camaradas de Shaanxi, poniendo punto final a la Larga Marcha. En ese momento solo quedaban unos 8.000 hombres de los alrededor de 86.000 que habían comenzado la marcha un año antes. Si bien las muertes en combate y por enfermedad, así como un número probablemente grande de deserciones, habían estado a punto de acabar con el Partido Comunista, la llegada al norte suponía la reunión de varios grupos dispersos, que conseguían unir sus fuerzas en un mismo lugar de China. Durante los meses siguientes, supervivientes del Cuarto Ejército de Zhang Guotao que se había desplazado al oeste llegarían también a la base comunista del norte, donde Mao Zedong era ya reconocido como líder indiscutible del partido.
Liu Zhidan, pese a haber sido el salvador del Ejército Rojo, fue acusado de espiar para el KMT y fue hecho preso y torturado cuando los primeros integrantes del Ejército Rojo llegaron al sóviet de Shaanxi. Liberado tras la posterior llegada de Mao a Bao'an, moriría en circunstancias nunca del todo aclaradas unos meses después.

## El viaje al norte del Segundo Ejército Rojo

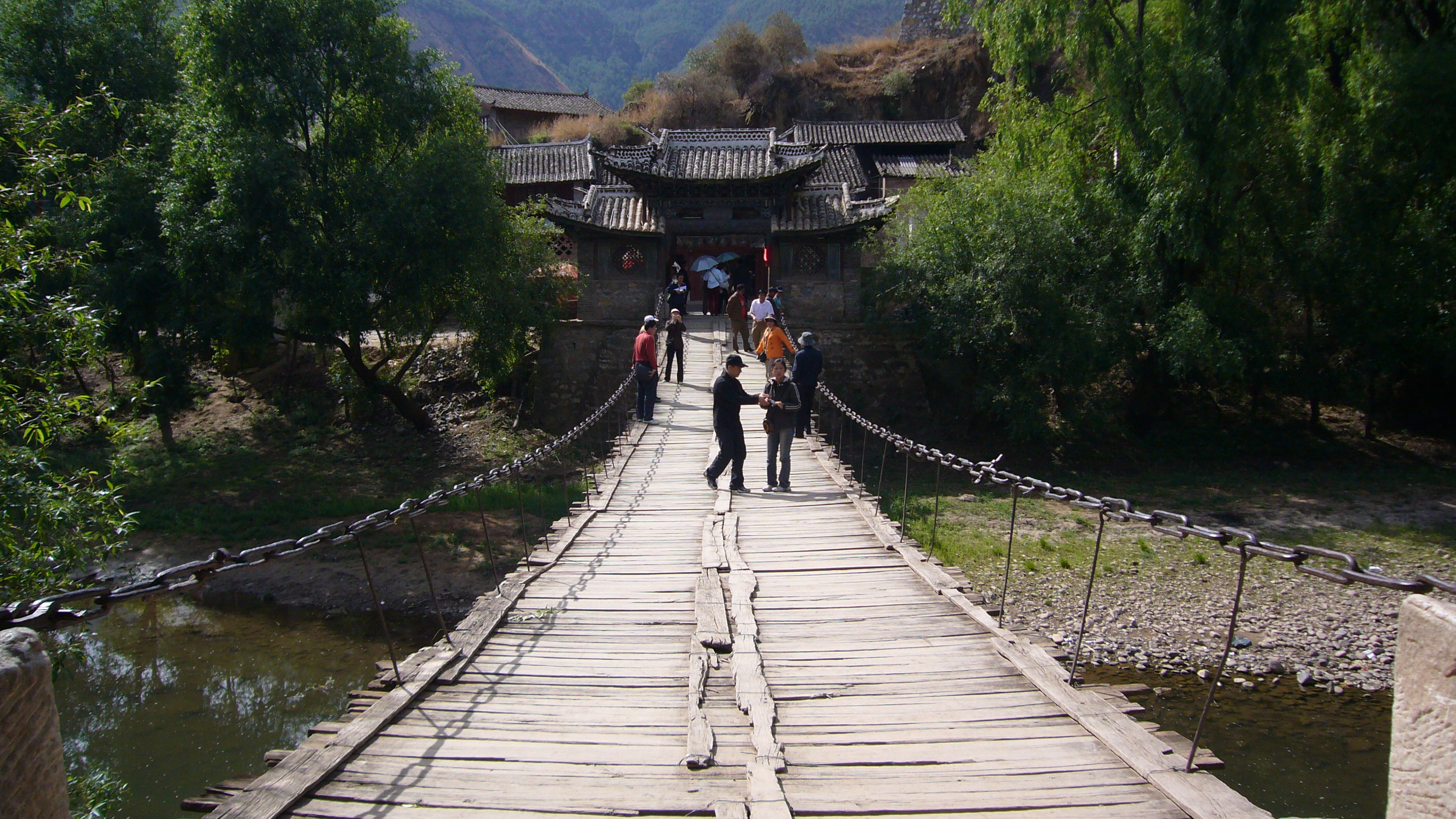
El Segundo Ejército Rojo llegaría incluso más al oeste que el Primer Ejército, cruzando el río Jinsha en abril de 1936 por el Puente del Arco Iris de Hierro en la localidad de Lijiang.

El Segundo Ejército Rojo de He Long y Xiao Ke, que había permanecido en el norte de Hunan hasta entonces, comenzaría su Larga Marcha particular en noviembre de 1935. La ruta seguida por el Segundo Ejército fue incluso más tortuosa que la que había seguido un año antes el Primer Ejército, alejándose aún más hacia el oeste, cruzando el río Jinsha en la localidad de Lijiang, en el extremo noroccidental de la provincia de Yunnan.
Fue precisamente este grupo de He Long y Xiao Ke, en su periplo particular, el que apresaría a dos misioneros europeos, Rudolf Bosshardt y Arnolis Hayman, junto a sus esposas y los hijos de Hayman, y una mujer, Grace Emblen. Las mujeres y los niños serían liberados al cabo de once días, mientras que Bosshardt y Hayman serían mantenidos prisioneros durante muchos meses, con el fin de lograr dinero exigiendo el pago de un rescate por su liberación. Este tipo de prácticas, cercanas a la delincuencia común, han alimentado una suerte de leyenda negra en torno a la Larga Marcha, que contrasta con la visión oficial del Partido Comunista. El suizo Bosshardt pasaría finalmente 560 días en cautividad y contaría sus experiencias en un libro, The restraining hand, publicado en Londres en 1936, y que constituye un documento excepcional al ofrecer una visión interna del día a día de la marcha, centrada en los detalles cotidianos y no en los objetivos ideológicos ni en las gestas militares.
Después de casi un año de viaje, los hombres de He Long llegaban a Bao'an el 22 de octubre de 1936. Esa fecha, conocida en China como la "unión de los tres ejércitos", fue el final definitivo de la Larga Marcha, con todas las fuerzas comunistas ya agrupadas en un mismo lugar.

## Consecuencias
La Larga Marcha supuso el hito más importante en la historia del Partido Comunista de China durante su etapa en la clandestinidad, y marcó la subida definitiva al poder de Mao Zedong y la derrota de sus rivales políticos. De entre estos últimos, Bo Gu, líder del partido cuando comenzó la Larga Marcha, pasó a un segundo plano tras la marcha, y moriría en un accidente de aviación en 1945. Wang Ming, el otro dirigente de los veintiocho bolcheviques, volvió a China desde la Unión Soviética, pasando también a un segundo plano hasta que, años después, acabaría sus días exiliado en Moscú, desde donde escribiría artículos en favor del modelo comunista soviético y en contra de las ideas de Mao. Otto Braun, el único extranjero en el Ejército Rojo, permaneció en Shaanxi hasta 1939, cuando fue expulsado de China y volvió a la Unión Soviética; muchos años después escribiría feroces críticas a Mao desde la República Democrática Alemana. En cuanto a Zhang Guotao, el gran rival de Mao en la fase final de la Larga Marcha, acabó abandonando el Partido Comunista y pasándose al KMT; en 1949, ante la inminente victoria comunista en la Guerra Civil, huiría a Hong Kong, desde donde se iría finalmente a Canadá. Nunca volvió a China, muriendo en la pobreza en una residencia de ancianos en la ciudad de Toronto en 1979. El único de los dirigentes anteriores del Partido Comunista que mantendría un puesto de privilegio fue Zhou Enlai, quien aceptó de buen grado ser rebasado por Mao en la jerarquía del partido y años más tarde, tras la proclamación de la República Popular China, pasaría a ser uno de los dirigentes chinos más importantes. Como Mao y Zhou, prácticamente todos los grandes líderes del Partido Comunista en las siguientes décadas serían veteranos de la Larga Marcha, tales como Zhu De, Lin Biao, Peng Dehuai, Liu Shaoqi o Deng Xiaoping, entre otros.
Debido al gran simbolismo de la Larga Marcha en la historia del Partido Comunista de China y, muy en especial, en la subida de Mao al poder, este episodio histórico ha estado siempre rodeado de una cierta controversia respecto a cuánto hay de verdad y cuánto de leyenda en la narración tradicional. Aunque hay numerosas fuentes que confirman que los hechos principales ocurrieron tal como han sido descritos, muchos acontecimientos están aún abiertos a diferentes interpretaciones. Una de las mayores diferencias entre la versión oficial del partido y algunos estudios críticos publicados en los últimos años se centra en si el grueso de las bajas en las filas comunistas se habría debido a muertes en combate o, por el contrario, a deserciones. Un caso especialmente representativo de este debate es el de la batalla del río Xiang, en que el número de integrantes del Ejército Rojo se redujo desde unos 86 000 hasta apenas 30 000. Según la versión del Partido Comunista de China, estas bajas se habrían debido a la muerte de más de 50.000 hombres en combate heroico, mientras que algunos libros recientes como el de Sun Shuyun, crítico, y el de Chang y Halliday, profundamente hostil a la figura de Mao y al comunismo chino, consideran que el número de muertes no pudo ser tan alto, y que la mayoría de esas bajas habrían sido debidas a deserciones.
A pesar del éxito del reagrupamiento final en el norte, el Partido Comunista se encontraba en una situación de suma debilidad al final de la Larga Marcha, controlando únicamente una zona montañosa de escasa relevancia estratégica y muy alejada de las grandes ciudades y centros industriales chinos. La expresión "Larga Marcha", con sus connotaciones de gesta, sería acuñada por Mao en un discurso poco después de la llegada a Shaanxi, pero la percepción más extendida en aquel momento veía el repliegue del Ejército Rojo como una derrota. Sin embargo, la invasión japonesa en 1937 arruinaría los planes de Chiang Kai-shek de acabar con las bases de poder comunistas. Ante la invasión de un enemigo exterior, los nacionalistas del Kuomintang se verían obligados a colaborar con el Partido Comunista en la resistencia a la invasión. Este cambio en la situación permitiría a los comunistas de Mao afianzar su control en el noroeste y, con el espíritu de la Larga Marcha siempre presente, mantener la lucha contra el ejército japonés primero y, tras 1945, de nuevo contra los nacionalistas hasta la victoria final en 1949 en la guerra civil china. La victoria comunista en la guerra tuvo como consecuencia la proclamación de la nueva República Popular, y convirtió a Mao Zedong, el triunfador de la Larga Marcha, en el nuevo líder supremo de China.